# Закон еквівалентів
Закон еквівалентів — маси речовин, які вступають у реакцію та утворюються після неї, пропорційні молярним масам їхніх еквівалентів.
{\displaystyle {\frac {m_{1}}{m_{2}}}={\frac {M_{eq,1}}{M_{eq,2}}}}
Із закону сталості складу випливає, що речовини взаємодіють між собою і утворюють продукти у певних, чітко визначених (еквівалентних) кількостях.

## Еквівалент
Еквівалент — це умовна частинка (частина атома, молекули або йону), на яку припадає або одиниця заряду в обмінних реакціях, або один електрон, що приймається чи віддається в окисно-відновних реакціях. Число еквівалентності z показує, на скільки таких частин слід розділити атом, молекулу, іон. Наприклад, в сполуках HCl, H2S, NH3, CH4 число еквівалентності хлору, сульфуру, нітрогену, карбону дорівнює відповідно 1, 2, 3, 4 (як то витікає із реакцій утворення сполуки гідрогену із простої речовини та водню).
Слід мати на увазі, що еквівалент речовини змінний і залежить від реакції, в якій ця речовина бере участь. Саме тому еквіваленти завжди взаємодіють один з одним 1:1 за кількістю (це, по суті, синонімічне формулювання закону).

### Еквівалентні величини
Молярна маса еквівалентів пов'язана із молярною масою атома, молекули або іона так:
{\displaystyle M_{eq}({\text{X}})={\frac {1}{z({\text{X}})}}\cdot M({\text{X}})}
В наведених вище прикладах молярна маса еквівалентів хлору, сульфуру, нітрогену та карбону дорівнює відповідно 34,45 г/моль, 32/2=16 г/моль, 14/3=4,67 г/моль, 12/4=3 г/моль.
Молярна концентрація еквівалентів (застаріле нормальність) часто використовується в аналітичній хімії для зазначення концентрації розчинів. Закон еквівалентів так само просто виражається в їхніх молярних концентраціях cекв:
cекв,1·V1 = cекв,2·V2
де V1 та V2  — об'єми розчинів, необхідні для повного перебігу реакції.

## Історія виникнення
В кінці 18 століття І. Ріхтер в результаті своїх робіт (1792—1800) дав формулювання закону для нейтралізації кислоти основою, а в загальнішій формі закон сформулював англійський хімік У. Волластон в 1807 році.